# Burhan Doğançay

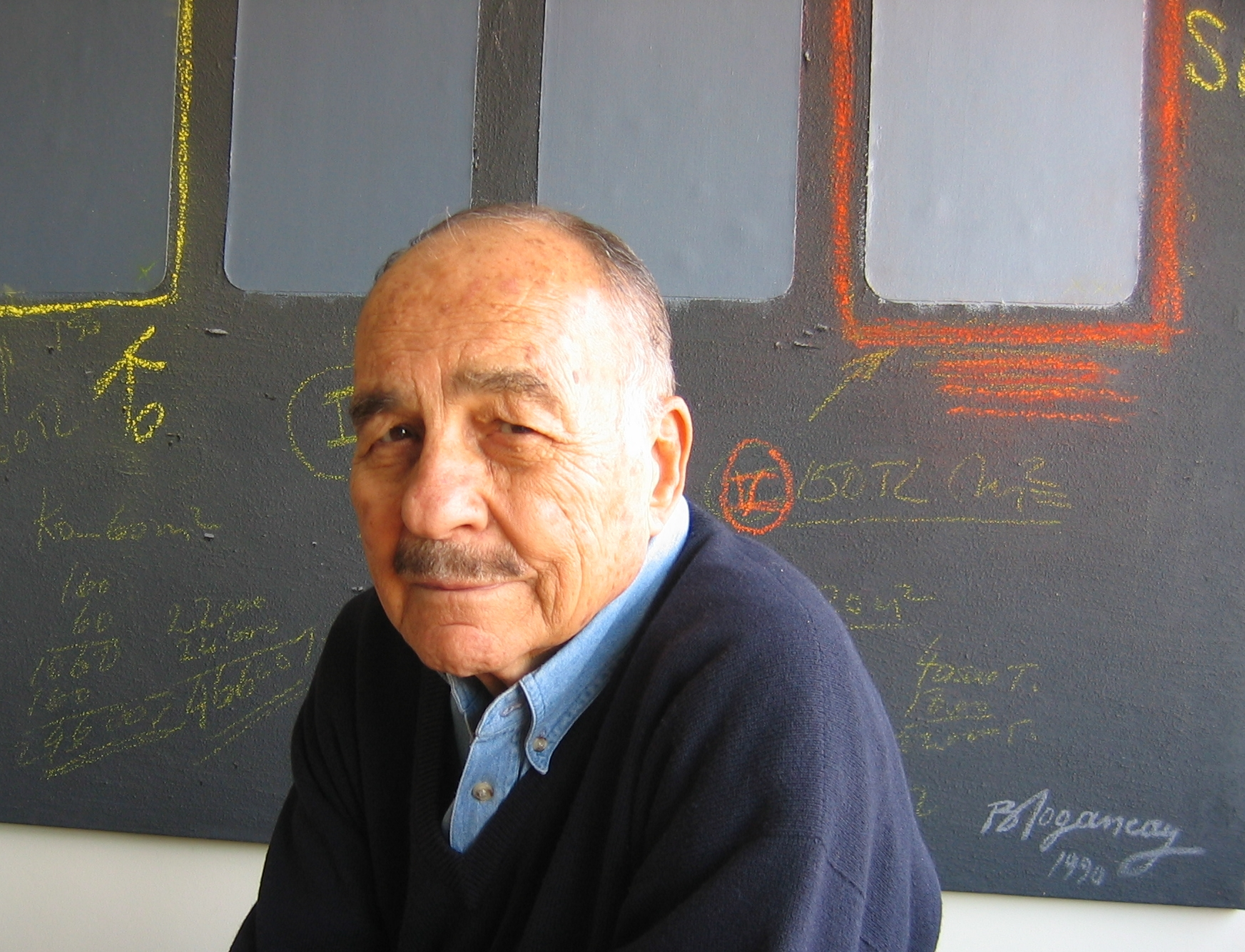
Burhan Doğançay in 2010

Burhan Cahit Doğançay (Istanboel, 11 september 1929 – aldaar, 16 januari 2013) was een Turks kunstenaar.

## Biografie

### Jeugd en studie
Doğançay werd geboren in Istanboel op 11 september 1929. Zijn vader, Adil Doğançay, was zijn inspirator en trainer met betrekking tot de kunst. Tijdens zijn jeugd voetbalde hij voor de jeugdafdeling van de professionele voetbalclub Gençlerbirliği in de Turkse hoofdstad Ankara. In 1950 ontving Doğançay een graad in de rechtsgeleerdheid van de Universiteit van Ankara. Hierna studeerde hij aan de Universiteit van Parijs alwaar hij in 1953 zijn doctoraat behaalde in economie.

### Carrière
Doğançay nam tijdens zijn studie, tussen 1950 en 1955, deel aan diverse cursussen aan de kunstacademie, Académie de la Grande Chaumière, eveneens in Parijs. Gedurende deze periode heeft Doğançay veelvuldig geschilderd en veel van zijn werk tentoongesteld. Spoedig nadat Doğançay weer terug was in Turkije begon hij actief deel te nemen in vele exposities zowel individueel als met zijn vader bij de Ankara Kunstliefhebbersclub. Hierna had hij een korte carrière bij de diplomatieke dienst van de Turkse overheid. Voor zijn werk kwam Doğançay voor het eerst in New York in 1962 en voelde meteen een verbondenheid met de stad, twee jaar later in 1964, besluit hij zijn leven aan kunst te wijden en van New York zijn permanente thuis te maken. Doch bleef Doğançay ook nog altijd werken in Istanboel en Turgutreis in Turkije.

### Dood
Doğançay stierf op 16 januari 2013 in Istanboel, zijn doodsoorzaak werd niet bekendgemaakt. Burhan Cahit Doğançay is 83 jaar oud geworden.

## Werk
Vanaf het begin was Doğançay gefascineerd door stedelijke muren, hij zag de stedelijke muur als de barometer van de maatschappij en als een testament van de verstreken tijd, die sociale, politieke en economische veranderingen reflecteren. In de jaren '70 begon Doğançay wereldwijd stedelijke muren te fotograferen. Dit project is mettertijd gegroeid en is uitgegroeid tot een omvangrijk archief met foto's uit meer dan 100 landen. Met zijn foto's maakte hij onder andere collages van stedelijke muren, met behulp van graffiti-technieken en verscheurde posters welke hij in de stad vond. Tussen 1970 en 1980 schiep Doğançay zijn beroemde schilderijen van met linten vervaardigde handtekeningen. In november 2009 is het doek Mavi Senfoni (Blauwe Symfonie) verkocht aan Murat Ülker voor een bedrag van US$ 1,7 miljoen tijdens een expositie. Het doek wordt beschouwd als Doğançay's meest expressieve werk.